# Бессергеневская
Бессергеневская — станица в Октябрьском районе Ростовской области. Административный центр Бессергеневского сельского поселения.

## География
Расположена на реке Аксай (рукав Дона) в 18 км к востоку от города Новочеркасска. Примыкает к восточной окраине станицы Заплавской.

## Население
| 2010 |
| ---- |
| 2091 |

## История
Известна как казачий городок с 1593 года. В то время в станице проживало 30 казаков. На карте адмирала К. И. Крюйса, сподвижника Петра I, Бесергенев показан на правом берегу Дона, что соответствует выводам А. Ф. Рыбалкина о расположении станицы в районе хутора Калинина — Задонского. И. М. Сулин помещает станицу против устья реки «Долгой». В трудах В. Н. Татищева Бессергеневская находится на вершине реки Ак-Сай. В период с 1805 по 1809 год станица переселяется на современное место. Бессергеневцы активно участвуют во взятии Азова и Азовском сидении.
Имя станицы варьируется: в 1593 году — Бесергенево, в 1594 году — Бесергенев, в 1639 году — Бесергин, в 1640 году — Бусургенев, в 1667 году — Солах, в 1695 году — Берсеневом, в 1696 году — Берсегеневом, в 1708 году — Бессергеневская, в 1745 году — Безсерган.

## Этимология
Несмотря на известную легенду о «казаках без серег», исследователи считают, что происхождение имени станицы тюркское.У В. И. Даля «бесермен» толкуется как неверный. В. Н. Королев предлагает версию происхождения имени станицы от «бесер» — люди. А. П. Гордеев от имени хазарского владыки Бозорг-хан, А. А. Кривошеев от караимского языка «безергянлик» — купец.

## Экономика и инфраструктура
На территории станицы расположены два крупных предприятия — ООО «Агропредприятие „Бессергеневское“» и ОАО «Бессергеневский рыборазводный завод».
Из учреждений социальной сферы на территории поселения находятся: 2 фельдшерско-акушерских пункта, 3 библиотеки, 2 сельских клуба, спортзал, 2 средние школы, 1 дошкольное учреждение.

## Достопримечательности
- В станице расположен храм святителя Алексия Московского[23] — объект культурного наследия Российской Федерации. В XVII веке здесь стояла церковь Алексия, митрополита Московского. В 1797 году церковь обветшала и на её месте была построена новая, которая освящена в 1800 году тоже во имя митрополита Алексия. В 1882 году на месте деревянного храма был построен каменный. Новый храм имела приделы во имя Казанской иконы Божией Матери и Трёх Святителей.
- Древнее городище Золотые горки. В городище люди жили в VIII — X веках. Это временя средневекового Хазарского каганата. Городище обнаружено в 1986 году экспедицией Новочеркасского музея истории донского казачества во время раскопок около балки Камышная. В археологических раскопках здесь обнаружены элементы керамики болгарской салтово-маяцкой культуры, керамика аланских традиций, фрагменты северо-причерноморских амфор, пифосов, глиняная печь для лепёшек, деталь конины (блок чумбура), несколько медных монет, бисер и др.
- Памятник природы Золотые горки. Памятник расположен в окрестности станицы Бессергеневская на правом склоне реки Аксай. Площадь памятника природы составляет около 617 гектар[24][25]. В золотых горках байрачные леса смешиваются со степью. Здесь попадаются обнажения камня-ракушечника. В балках бьют родники с чистой водой. Из растений можно встретить одичавшие виноградники, часть из них была вырублена в годы перестройки (1980-е годы) при антиалкогольной кампании. Здесь насчитывается около 360 видов высших растений, включая: вяз мелколистный, клён татарский и полевой, лжеакация белая, шиповник, терн. Растут также абрикосы, яблони, тутовник. По берегам реки Аксай у воды растут ивы. Из животных здесь можно встретить ежа, землеройку, степного хорька, куницу, ласку, косулю и др. В водах Аксая обитают ужи.